# Top Model po-ukrainsky
Top Model po-ukrainsky (hay Supermodel po-ukrainsky) là một chương trình truyền hình thực tế ở Ukraina dựa trên America's Next Top Model của Tyra Banks mà thể hiện của các thí sinh khao khát cạnh tranh với nhau trong một loạt các cuộc thi để xác định ai sẽ giành chiến thắng giành được 1 hợp đồng người mẫu và một số những giải thưởng khác với hy vọng thành công trong sự nghiệp người mẫu.

## Định dạng
Giống với phiên bản của Tây Ban Nha, các thí sinh sẽ phải trải qua ít nhất một buổi chụp hình và 1 thử thách trình diễn thời trang qua mỗi tập.
Giống với phiên bản loại trừ của Đức, từng người một sẽ vào phòng đánh giá để nghe nhận xét của ban giám khảo. Nhưng khác biệt là sau đó họ sẽ được biết mình được ở lại hay không bằng 2 căn phòng, một phòng an toàn và một căn phòng trống đồng nghĩa với việc họ đã bị loại. Kể từ mùa 3, sẽ có ít nhất 2 thí sinh phải vào căn phòng nguy hiểm và họ sẽ phải thực hiện một thử thách đấu loại để quyết định ai sẽ ở lại.
Khi chương trình chỉ còn 3-5 thí sinh, thì giống với phiên bản gốc là sẽ có sự chuyển đổi địa điểm ghi hình ở một quốc gia nước ngoài.

## Các mùa
| Mùa | Phát sóng            | Quán quân        | Á quân                        | Các thí sinh theo thứ tự bị loại | Tổng số thí sinh | Điểm đến quốc tế                    |
| --- | -------------------- | ---------------- | ----------------------------- | --- | ---------------- | ----------------------------------- |
| 1   | 29 tháng 8 năm 2014  | Alyona Ruban     | Vlada Pecheritsina            | Olena Radchenko, Debora Leonova, Nastya Morozova (dừng cuộc thi), Yana Gribachova, Karina Minaeva, Darina Tabachnik, Ira Zhuravlyova, Anna Nagornaya, Lera Kosherieva, Vlada Rogovenko, Anna-Khristina Prikhodko, Karina Danilova, Tanya Bryk | 15               | Paris Provence Yvelines             |
| 2   | 28 tháng 8 năm 2015  | Alina Panyuta    | Vika Maremukha                | Svitlana Melashich (dừng cuộc thi), Katerina Yusupova, Katerina Lisenko, Masha Parsenyuk, Marina Kiryakova, Katya Kokhanova, Nantina Dronchak & Nastya Tronko, Nina Krokhmalyuk, Milana Pushnya, Karina Zabolotna, Anya Sulima, Lera Miroshnichenko, Arina Lubiteleva                                                                                | 16               | Không có                            |
| 3   | 26 tháng 8 năm 2016  | Masha Grebenyuk  | Dasha Maystrenko              | Viktoria Globa & Yulya Shchedrina, Anna Tikhomirova, Yulya Chornobil, Olya Golub, Alina Miliaieva, Amy Grace, Ira Rotar, Yulya Geltsman, Sasha Kugat, Sasha Litvin, Katya Svinarchuk, Sveta Kosovskaya | 15               | Munich Füssen                       |
| 4   | 1 tháng 9 năm 2017   | Samvel Tumanyan  | Vika Rohalchuk                | Karyna Krylyuk, Dmytro Zabolotskyy, Iryna Symchych, Misha Kukharchuk (dừng cuộc thi), Vlad Dunayev, Anastasiya Panova, Liza Doronko, Awa Pryhoda, Ira Moysak, Maks Sosnovskyy, Danya Zolotov, Dima Kharlamov, Nastya Hladchenko, Masha Shevchenko, Serhiy Pistryy, Olena Feofanova, Revan Palyukh, Svyat Boyko                                       | 20               | Amsterdam                           |
| 5   | 31 tháng 8 năm 2018  | Yana Kutishevska | Kateryna Polchenko            | Ezedzhу Dzhonson, Ivan Kyyanytsya, Alisa Holovnova, Serhiy Herdov, Sofi Beridze, Anna Troyan, Denys Kovalov (dừng cuộc thi), Yasya Krutova, Dmytro Toporynskyy (dừng cuộc thi), Maksym Osadchuk, Yehor Stepanenko, Yuliya Dykhan, Dmytro Sukach | 15               | Athens                              |
| 6   | 30 tháng 8 năm 2019  | Malvina Chuklya  | Natasha Maslovskaya           | Karina Dyachuk, Darina Didovich (dừng cuộc thi), Nastya Lazaryeva, Natalya Savchenko, Maria Mikhyeyeva, Nastya Lyeukhina, Yarina Samarik, Margo Verkhovtseva, Liza Bezkrovna, Amina Dosimbaeva, Yulia Binkovska, Nastya Ruda, Darina Gerasimchuk, Katya Chechelenko, Katya Kulichenko                                                                | 17               | Antalya Denizli Cappadocia Istanbul |
| 7   | 16 tháng 10 năm 2020 | Tanya Bryk       | Dasha Maystrenko Sasha Litvin | Anna-Khristina Prikhodko & Anya Sulima & Karina Danilova & Karina Minaeva & Katya Svinarchuk & Liza Doronko, Katya Chechelenko (tước quyền thi đấu), Nastya Lyeukhina (dừng cuộc thi), Anastasia Panova, Ira Rotar, Amina Dosimbaeva & Sofi Beridze & Vika Rogalchuk, Sasha Kugat (dừng cuộc thi), Margo Verkhovtseva, Arina Lyubiteleva, Ira Moysak | 20               | Không có                            |